# Bernhard von Wüllerstorf-Urbair
Le baron Bernhard von Wüllerstorf-Urbair, né le 29 janvier 1816 à Trieste (royaume d'Illyrie) et mort le 10 août 1883 à Gries (aujourd'hui quartier de Bolzano) dans le Tyrol du Sud, est un vice-amiral autrichien qui fut ministre du commerce de 1865 à 1867. Il est célèbre aussi pour avoir commandé l'expédition du SMS Novara autour du monde de 1857 à 1859.

## Biographie

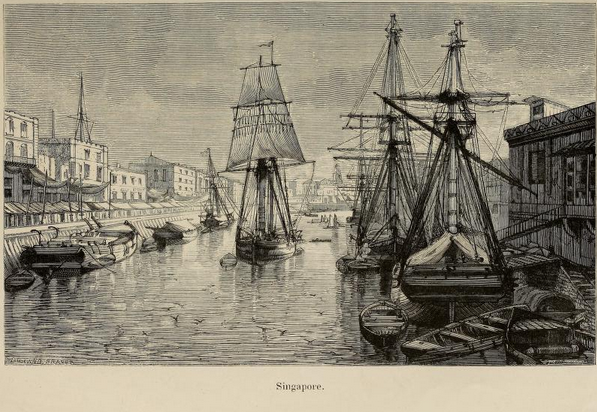
Le port de Singapour, par Durand-Brager

Il est issu d'une famille de la petite noblesse du XVIIe siècle. Son père est fonctionnaire de gouvernement provincial et meurt d'un accident de chasse. Sa mère, née comtesse Julie Grochowska, se remarie avec le comte Giovanni Marziani, haut fonctionnaire au service de l'Autriche. Il donne à son beau-fils (et à sa sœur Rosalie) une éducation soignée.
Après avoir fréquenté les petites classes du lycée classique de Padoue et celui d'Ofen, il intègre l'école des cadets de Tulln en 1828. Il est cadet du 40e régiment d'infanterie, puis entre en 1840 dans la marine impériale autrichienne. Devant commander sur un petit navire de guerre, il complète par lui-même son instruction d'officier de marine. Il est quelque temps en service à l'observatoire de Vienne pour suivre l'enseignement des astronomes Littrow et Schaub. Il est ensuite versé à l'observatoire naval de Venise (alors possession autrichienne) et enseigne l'astronomie et l'art nautique à l'académie de Marine de Venise. Les relations de sa mère et de son beau-père, ses manières élégantes et sa parfaite éducation le font accepter dans la bonne société vénitienne. Il se marie le 12 avril 1847 avec Anna O'Connor of Connaught (1824-1848) sujette britannique dont les parents demeuraient à Venise, mais quelques mois plus tard la révolution éclate et sa jeune épouse meurt le 29 juillet 1848.
Il est envoyé à Trieste où le Feldmarschallleutnant Gyulay a rassemblé le reste de la marine restée fidèle à l'empire d'Autriche. Wüllerstorf-Urbair participe aux efforts de réorganisation de la Marine sous l'autorité du vice-amiral Hans Birch Dahlerup (de). Il traduit ainsi de l'italien en allemand les ordres de commandement et établit un nouveau système de signalisation. Il est nommé capitaine de corvette en 1849. Les années suivantes sont consacrées à des travaux d'état-major alternant avec des commandements en mer. En 1855, il devient conseiller du nouveau commandant de la Marine, l'archiduc Ferdinand Maximilien. À partir de 1854, il est capitaine de vaisseau et commandant de la frégate SMS Venus. Il partage l'enthousiasme de l'archiduc dans le projet d'un voyage autour du monde, aussi s'occupe-t-il personnellement de la préparation de l'expédition de la frégate SMS Novara. Il est nommé commandant de l'expédition. Celle-ci part de Trieste le 30 avril 1857 et retourne le 26 août 1859. Le résultat de ce périple autour du monde consiste en des milliers de spécimens botaniques, zoologiques ou minéralogiques qui sont recueillis pour le Muséum d'histoire naturelle de Vienne, ainsi que quantité d'observations scientifiques. La qualité de ses connaissances scientifiques lui permet aussi de participer aux observations de l'équipe scientifique dirigée par Ferdinand von Hochstetter et dépêchée à bord par l'Académie impériale des sciences de Vienne, par exemple dans le domaine météorologique, hydrographique ou océanographique.
En conséquence de ses observations, il devient membre honoraire de l'Académie royale des sciences de Bavière en 1863. Le rapport du périple du SMS Novara est publié en vingt-et-un volumes sous le titre Reise der Österreichischen Fregatte Novara um die Erde, in den Jahren 1857-1859 unter den Befehlen des Commodore B. von Wüllersstorf-Urbair à partir de 1861 et aussitôt traduit en anglais et en italien.
Après une campagne dans les eaux autour de la Sicile contre l'équipée de Garibaldi, il est nommé contre-amiral et représentant du commandant de la Marine au Conseil d'Empire à Vienne. En 1861, il est commandant de la forteresse et du port de Pola. Il commande ensuite en 1864 une escadre pendant la guerre des Duchés en mer du Nord, mais n'arrive pas à temps pour participer à la bataille d'Heligoland ; à son retour il est critiqué pour sa gestion des opérations et démis de son commandement. Il se tourne alors vers la politique.

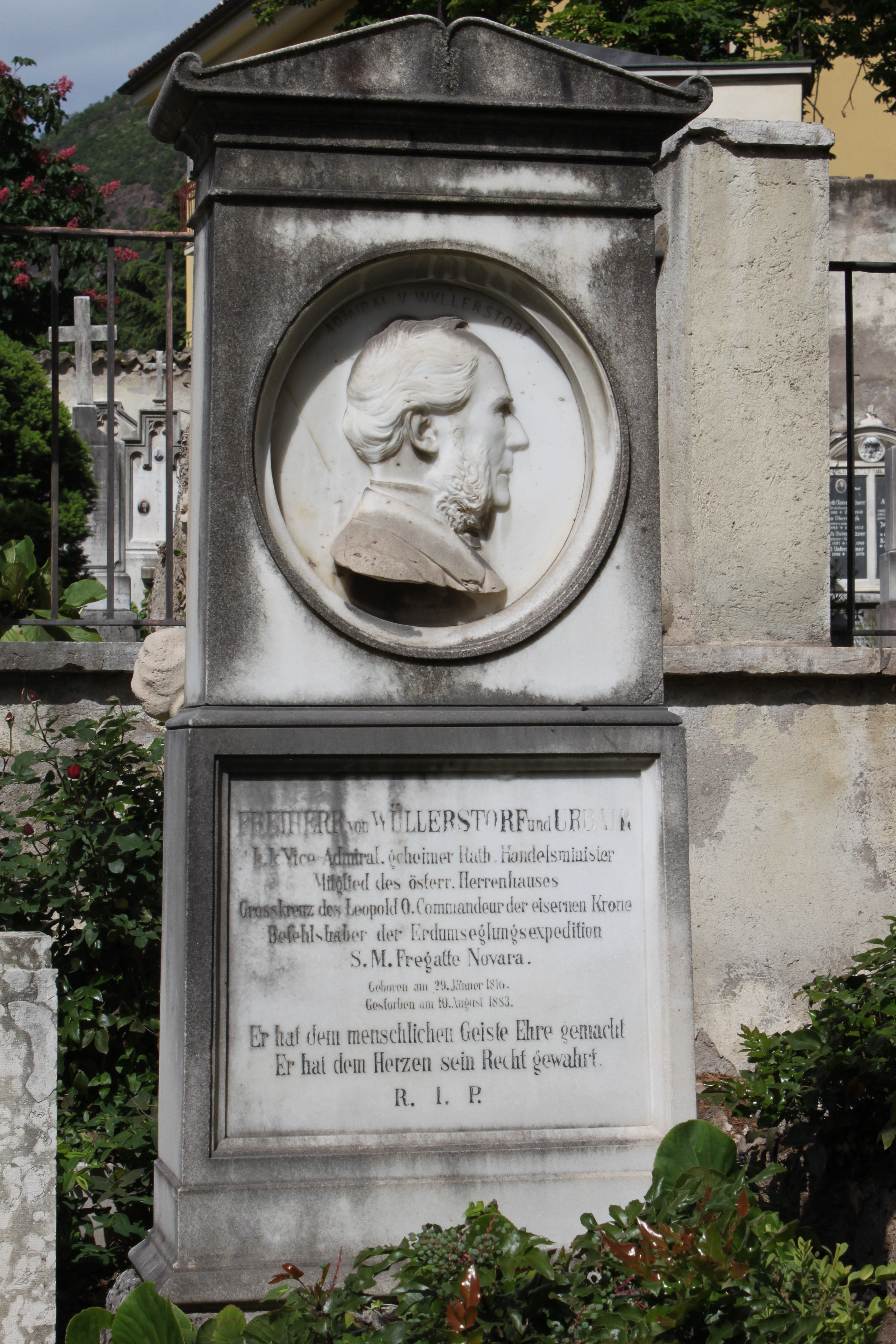
Tombe du vince-amiral von Wüllerstorf-Urbair, avec l'épitaphe Il a fait honneur à l'esprit humain; il a défendu le droit de tout son cœur

Le Premier ministre, le comte Belcredi, le met à la tête du département du Commerce (équivalent à un ministère) à l'automne 1865. Son rôle est de favoriser les traités de commerce et de superviser les communications et le service postal. Il accélère aussi la construction du réseau ferré et introduit le système métrique des poids et mesures dans tout l'Empire. Sa participation n'est pas facile dans un gouvernement critiqué par la presse qui le surnomme le « gouvernement des Trois Comtes », à cause de la présence du comte Belcredi, du comte von Larisch-Mönnich aux finances et du comte de Mensdorff-Pouilly aux Affaires étrangères. C'est à son crédit que le port de Trieste est réaménagé. Le compromis austro-hongrois de 1867 provoque sa démission.
Il est enterré au cimetière de Gries (Bolzano).

## Honneurs
Au retour de l'expédition du SMS Novara, il est reçu personnellement en audience par l'empereur François-Joseph qui lui remet l'ordre de la Couronne de fer de 2e classe, puis lui octroie le titre de baron. Il est fait grand-croix de l'ordre de Léopold après sa démission de ministre du Commerce et membre à vie de la chambre des Seigneurs d'Autriche.

## Quelques publications
- Bernhard von Wüllerstorf-Urbair & Robert Müller, Beobachtungen des Cometen Donati am Bord der k.k. österreichischen Fregatte „Novara“, von Commodore Bernhard v. Wüllerstorf und dem Fregatten-Lieutenant Robert Müller, in: Astronomische Nachrichten, vol. 50, 1859, p. 211.
- Bernhard von Wüllerstorf-Urbair, Ein Eisenbahnnetz für die österreichische Monarchie, in: Österreichische Revue, 1866, p. 22 sq.

## Source
- (de) Cet article est partiellement ou en totalité issu de l’article de Wikipédia en allemand intitulé « Bernhard von Wüllerstorf-Urbair » (voir la liste des auteurs).